# عبدالصمد شیرازی
خواجه عبدالصمد شیرازی همچنین معروف به عبدالصمد شیرین قلم، نقاش قرن ۱۶ میلادی اهل ایران بود که به امپراتوری گورکانی هند مهاجرت کرد. او از پایه‌گذاران مکتب نگارگری گورکانی بود و بعدها چندین مقام و منصب درباری دریافت کرد. دوران فعالیت عبدالصمد در دربار گورکانی از ۱۵۵۰ تا ۱۵۹۵، نسبتاً به خوبی ثبت شده‌است و تعدادی زیادی از آثار این دوره به او منسوب است. در سال ۱۵۷۲ او سرپرست کارگاه سلطنتی اکبر کبیر شد و «در این دوره بود که مکتب گورکانی به به بلوغ رسید.»
اخیراً برخی از تاریخدانان مانند باربارا برند او را همان میرزا علی دیگر نقاش ایرانی می‌دانند که آثار تا زمانِ رفتن عبدالصمد به دربار گورکانی امضا شده‌است.